# Norberto Araujo
Norberto Carlos Araujo López (ur. 13 października 1978 w Rosario) – ekwadorski piłkarz pochodzenia argentyńskiego występujący na pozycji środkowego obrońcy, obecnie zawodnik LDU Quito.

## Kariera klubowa
Araujo pochodzi z miasta Rosario i jest wychowankiem tamtejszego amatorskiego zespołu Renato Cesarini, gdzie w sezonie 1995/1996 występował wspólnie z Santiago Solarim. Wiosną 1996 został zawodnikiem fińskiego Turun Palloseura, jednak nie potrafił sobie wywalczyć miejsca w pierwszym składzie – wystąpił tylko w jednym ligowym meczu i po pół roku odszedł do Kultsu FC, z którym po rozgrywkach 1996 spadł do trzeciej ligi fińskiej. W 1998 roku Araujo powrócił do ojczyzny, podpisując umowę z drugoligowym Club Atlético Aldosivi. W późniejszym czasie reprezentował barwy Arsenalu de Sarandí oraz Racingu de Córdoba, także z Primera B Nacional, regularnie wybiegając na ligowe boiska w wyjściowej jedenastce, lecz z żadną z tych drużyn nie zdołał wywalczyć promocji do najwyższej klasy rozgrywkowej.
W 2002 roku przeszedł do peruwiańskiego klubu Sport Boys z miasta Callao, gdzie spędził dwa lata, zostając jednym z najlepszych defensorów tamtejszej Primera División. Zaowocowało to transferem do czołowego zespołu z Peru – stołecznego Sportingu Cristal. Już w premierowym sezonie w nowym klubie – 2004 – wywalczył wicemistrzostwo kraju oraz wziął udział w pierwszym międzynarodowym turnieju w karierze – Copa Libertadores, odpadając w nim w 1/8 finału. Rok później, w rozgrywkach 2005, zdobył ze Sportingiem Cristal tytuł mistrza Peru. Ogółem w tej ekipie spędził trzy kata w roli kluczowego gracza, bez większych sukcesów biorąc udział w trzech edycjach Copa Libertadores.
W lutym 2007 Araujo na zasadzie wolnego transferu zasilił ekwadorską drużynę LDU Quito. W rozgrywkach 2007 osiągnął z nim mistrzostwo kraju, jednak największe osiągnięcie w piłkarskiej karierze odnotował rok później – wówczas jako podstawowy zawodnik LDU sensacyjnie triumfował ze swoją ekipą w Copa Libertadores. W tym samym sezonie 2008 został także wicemistrzem Ekwadoru i zajął drugie miejsce w Klubowych Mistrzostwach Świata, ulegając w finale Manchesterowi United. W 2009 roku wygrał rozgrywki Copa Sudamericana, natomiast dwa razy z rzędu – w latach 2009 i 2010 – zdobywał z LDU kontynentalny superpuchar – Recopa Sudamericana. W 2010 roku po raz kolejny został mistrzem Ekwadoru, a w 2011 roku doszedł do dwumeczu finałowego Copa Sudamericana, przegrywając w nim z Universidadem de Chile. Pełnił także rolę kapitana zespołu LDU.
| Sezon     | Klub               | Kraj      | Rozgrywki          | Mecze | Bramki |
| --------- | ------------------ | --------- | ------------------ | ----- | ------ |
| 1996      | Turun Palloseura   | Finlandia | Veikkausliiga      | 1     | 0      |
| 1996      | Kultsu FC          | Finlandia | Ykkönen            | 10    | 0      |
| 1998/1999 | CA Aldosivi        | Argentyna | Primera B Nacional | 8     | 0      |
| 2000/2001 | Arsenal de Sarandí | Argentyna | Primera B Nacional | 21    | 0      |
| 2001/2002 | Racing de Córdoba  | Argentyna | Primera B Nacional | 15    | 1      |
| 2002      | Sport Boys         | Peru      | Primera División   | 15    | 1      |
| 2003      | Sport Boys         | Peru      | Primera División   | 35    | 3      |
| 2004      | Sporting Cristal   | Peru      | Primera División   | 38    | 2      |
| 2005      | Sporting Cristal   | Peru      | Primera División   | 36    | 1      |
| 2006      | Sporting Cristal   | Peru      | Primera División   | 41    | 0      |
| 2007      | LDU Quito          | Ekwador   | Serie A            | 36    | 0      |
| 2008      | LDU Quito          | Ekwador   | Serie A            | 25    | 0      |
| 2009      | LDU Quito          | Ekwador   | Serie A            | 28    | 0      |
| 2010      | LDU Quito          | Ekwador   | Serie A            | 29    | 0      |
| 2011      | LDU Quito          | Ekwador   | Serie A            | 17    | 0      |
| 2012      | LDU Quito          | Ekwador   | Serie A            |       |        |

## Kariera reprezentacyjna
W grudniu 2010 Araujo otrzymał ekwadorskie obywatelstwo i zadeklarował chęć gry w tamtejszej kadrze narodowej. W 2011 roku został powołany przez selekcjonera Reinaldo Ruedę na rozgrywany w Argentynie turniej Copa América, gdzie 3 lipca w meczu fazy grupowej z Paragwajem, zremisowanym 0:0, zadebiutował w seniorskiej reprezentacji Ekwadoru. W tych rozgrywkach był podstawowym graczem swojej drużyny, występując we wszystkich trzech meczach od pierwszej do ostatniej minuty, jednak Ekwadorczycy nie zdołali wyjść z grupy.